# Tropiocolotes scorteccii
Tropiocolotes scorteccii (піщаний гекон Скорчетті) — вид геконоподібних ящірок родини геконових (Gekkonidae). Мешкає на Аравійському півострові. Вид названий на честь італійського герпетолога Джузеппе Скорчетті.

## Опис
Tropiocolotes scorteccii — невеликі гекони, довжина яких (без врахування хвоста) становить 21,5 мм, а довжина хвоста приблизно дорівнює довжині решти тіла.

## Поширення і екологія
Піщані гекони Скорчетті мешкають на півдні Ємену і Оману, а також спостерігалися на південному сході Саудівської Аравії в районі міста Наджран. Вони живуть в піщаних і кам'янистих пустелях, трапляються у ваді. Зустрічаються на висоті до 1300 м над рівнем моря.